# Двоеженец
«Двоеженец» (англ. The Bigamist) — нуаровая мелодрама режиссёра Айды Лупино, вышедший на экраны в 1953 году.
Фильм рассказывает историю успешного бизнесмена средней руки из Сан-Франциско Гарри Грэма (Эдмонд О’Брайен), который после восьми лет брака страдает от одиночества, недостатка тепла и домашней любви со стороны своей жены, которая с того момента, как узнала, что бесплодна, полностью ушла в бизнес мужа (Джоан Фонтейн). Во время одной из своих многочисленных командировок в Лос-Анджелес Гарри знакомится с официанткой из местного ресторана (Айда Лупино), которая после совместно проведённой ночи рожает ребёнка. Чувствуя свою ответственность перед этой женщиной, Гарри делает ей предложение. Однако его двойная жизнь вскрывается, когда инспектор по усыновлению начинает изучать личную жизнь Гарри после того, как его жена решает усыновить ребёнка.
Сценарий фильма написал Коллье Янг по истории Ларри Маркуса и Лу Шора. В момент работы над фильмом Янг был женат на Фонтейн, а перед этим был женат на Лупино, вместе с которой основал продюсерскую компанию «Филмейкерс», которая выпустила этот фильм. Это первый голливудский фильм, в котором женщина-режиссёр сняла себя в главной роли.

## Сюжет
В Сан-Франциско бездетная супружеская пара Грэмов — Гарри (Эдмонд О’Брайен) и Ив (Джоан Фонтейн) — приходит в офис инспектора по усыновлению мистера Джордана (Эдмунд Гвенн) с просьбой оказать помощь в усыновлении ребёнка. Инспектор предупреждает Грэмов, что до решения вопроса об усыновлении он должен будет изучить их личную жизнь, и просит их подписать согласие на проведение соответствующего расследования. После ухода пары Джордан диктует на диктофон отчёт о встрече, из которого следует, что Грэмы — это успешная семейная пара: Ив — 32 года, а Гарри — 38, они женаты уже восемь лет, и в течение четырёх лет успешно управляют совместным бизнесом по торговле холодильным оборудованием. Джордан считает, что пара вполне достойна претендовать на усыновление, однако его немного насторожило странное поведение Гарри, когда его попросили подписать согласие на проведение расследования.
Вернувшись домой, Ив продолжает мечтать о будущем ребёнке и даже покупает ему куклу. Вскоре их навещает Джордан с просьбой предоставить список своих деловых партнёров и клиентов их фирмы, что также настораживает Гарри. Затем Джордан навещает бывшего работодателя Гарри, который даёт ему исключительно положительную характеристику, выражая сожаление, что тот в своё время уволился, чтобы начать собственное дело.
Несколько дней спустя Гарри уезжает в очередную командировку в офис своей фирмы в Лос-Анджелес. Джордан приезжает вслед за ним, якобы для участия в конференции. Джордан не застаёт Грэма в офисе и спрашивает секретаршу, в какой гостинице Гарри остановился, однако ей это не известно. Один из сотрудников фирмы говорит Джордану, что Гарри они знают только по работе, а после работы он никогда не ходит выпить в бар или посидеть в компании, а сразу куда-то испаряется, и ведёт себя как человек-невидимка. Тем временем секретарша, которая обзвонила все городские гостиницы, выясняет, что Гарри нигде не зарегистрирован. Лишь в одной из гостиниц кто-то из сотрудников вспоминает Гарри, сообщая, что тот не останавливался у них уже несколько месяцев. Джордан решает осмотреть рабочий стол Гарри, где находит нож для вскрытия писем с гравировкой «Гаррисон Грэм». Джордан находит в справочнике адрес, по которому зарегистрирован Гаррисон Грэм, и направляется по этому адресу. Дверь ему открывает Гарри, который не хочет пускать Джордана в дом, говоря, что очень устал, и предлагает встретиться на следующий день где-нибудь в городе. Однако в этот момент из дома доносится младенческий крик. Гарри уходит, чтобы успокоить малыша и берёт его на руки. Джордан входит в дом, и понимает, что здесь живёт семья: Гарри, жена и грудной ребёнок. Когда Джордан уже собирается звонить в полицию, чтобы сообщить о двоежёнстве, Гарри просит инспектора сначала выслушать его рассказ о том, как он попал в такую ситуацию:
… Четыре года назад он и Ив узнали, что не могут иметь детей по причине её бесплодности. Чтобы вывести жену из депрессии и наполнить её жизнь смыслом, Гарри предложил ей заняться бизнесом вместе с ним. Ив настолько увлеклась работой, что совсем забыла о супружеской жизни в то время, как Гарри мечтал о тепле семейного очага и эмоциональной близости. Особенно остро Гарри страдал от одиночества во время тех длительных отрезков времени, которые он проводил в командировках вдали от дома.
Однажды восемь месяцев назад Гарри надолго застрял по делам в Лос-Анджелесе. В один из воскресных дней, от нечего делать он отправился на автобусную экскурсию в Беверли-Хиллз с показом особняков голливудских звёзд. В автобусе Гарри попытался заговорить с молодой привлекательной женщиной Филлис Мартин (Айда Лупино), которая сидела от него через проход. Сначала Филлис уклонялась от разговора, однако после окончания экскурсии пригласила его в китайский ресторан «Каньон», в котором, как выяснилось, работала официанткой. После работы Гарри проводил Филлис домой. Он выяснил, что она родилась в фермерской семье, но уже некоторое время живёт в Лос-Анджелесе. Несмотря на то, что Филлис по характеру показала себя ершистой, независимой и даже немного вульгарной, она сразу приглянулась Гарри тем, что подобно ему страдает от одиночества и мечтает о семейном счастье. Тем не менее, расставшись с Филлис, Гарри решил, что расстался с ней навсегда.
Вечером Гарри, как обычно, позвонил Ив по телефону и попытался ей рассказать о знакомстве с молодой девушкой и о проведённом с ней дне, однако жену волновали только вопросы их бизнеса. Вернувшись в Сан-Франциско, Гарри сделал ещё одну попытку сблизиться с женой, однако его желание было расстроено ужином, который Ив устроила для одного из важных клиентов, которого сумела склонить к заключению крупного контракта. Проводив гостей, уже в спальной, Гарри вновь говорит жене, что за предыдущий месяц он провёл вместе с ней только шесть дней. Однако Ив слишком устала, чтобы проявить интерес к его предложению провести уик-энд вдвоём, говоря, что её вполне устраивает их брак в его нынешнем виде.
Во время следующей командировки в Лос-Анджелес Гарри, который стал испытывать ещё большее неудовлетворение от своего брака, вновь пришёл в китайский ресторан, где работала Филлис, чтобы возобновить отношения и провести время в её компании. Они стали встречаться регулярно, сначала их отношения носили чисто дружеский характер, но вскоре Гарри понял, что начинает испытывать к Филлис любовные чувства. В ресторане Гарри сообщил ей, что завтра у него день рождения, и приглашает отметить его вдвоём, после чего они целуются. В день своего рождения Гарри решает сохранить верность жене и не звонит Филлис. Вечером он скучает в номере один, когда неожиданно приходит Филлис с подарком. Они целуются, а затем вместе идут в ресторан. Во время танцев Гарри пытается рассказать Филлис о себе и своей личной жизни, но она категорически отказывается его слушать, так как её не интересует ничего за рамками их взаимоотношений. Они проводят вечер и ночь вместе.
Вернувшись в Сан-Франциско, Гарри видит, что Ив собирается срочно уезжать во Флориду, где у её отца случился инфаркт, и ему требуется помощь. Перед отлётом Ив признаёт, что в последнее время слишком отдалилась от Гарри, и просит у него за это прощения. Кроме того после она, наконец, говорит, что очень хочет иметь ребёнка и горячо поддерживает его идею об усыновлении.
После её отъезда Гарри работает в Сан-Франциско и занимается процессом усыновления. Однако три месяца спустя, когда Ив всё ещё не вернулась, у Гарри возникает необходимость снова отправиться в командировку в Лос-Анджелес. Там Гарри не выдерживает, и приходит в китайский ресторан, чтобы встретиться с Филлис. Однако управляющий рестораном говорит, что она уволилась и нездорова, намекая на её беременность. Гарри мчится к Филлис домой, заставая её в постели. Филлис подтверждает, что всё произошло «в ту ночь», однако говорит, что не имела намерения заарканить его с помощью ребёнка, и что он свободен. Она говорит: «Я ни в ком не нуждаюсь, я взрослая девочка и сама со всем справлюсь». Однако Гарри не хочет снимать с себя ответственность по отношению к Филлис и будущему ребёнку и обещает всяческое внимание и материальную помощь, тем более, что доктор говорит ему, что беременность протекает непросто.
Гарри разрывается между обязательствами перед двумя женщинами. Он собирается позвонить жене, сознаться в своей неверности, и попросить дать ему развод, но в этот момент получает телеграмму о том, что её отец умер. Гарри всё-таки звонит ей, но чувствуя её подавленное состояние в связи со смертью отца, не решается заговорить о разводе. Ив в свою очередь сообщает ему, что на какое-то время ещё останется во Флориде, чтобы поддержать мать.
Гарри чувствует, что не может бросить Филлис, и в итоге Гарри делает ей предложение. В первый момент Филлис отказывается, так как не хочет, чтобы Гарри женился вынужденно. Однако после того, как он объясняется ей в любви, и поскольку она тоже любит его, она принимает его предложение.
По возвращении в Сан-Франциско Гарри видит, что Ив почти забыла о работе, и теперь мечтает в первую очередь о счастливой семье и будущем ребёнке. Видя, как активно она занимается усыновлением, Гарри решает пока ничего не говорить жене о Филлис. Он решает, что некоторое время будет вести двойную жизнь до тех пор, пока не будет завершено дело по усыновлению. Когда же у Ив появится свой ребёнок, о котором она так мечтает, ему будет проще решиться на развод с ней.
Однажды вечером, во время очередной командировки Гарри в Лос-Анджелес, к нему неожиданно приезжает Ив, чтобы отметить вместе с ним восьмую годовщину их свадьбы. На улице по дороге в ресторан вместе с Гарри она с удивлением замечает, как какой-то знакомый ему парень по имени Рикки спрашивает, подвезёт ли он сегодня его домой. Гарри объясняет жене, что они часто ездят домой вместе, потому что его гостиница находится рядом с домом Рикки.
На следующее утро после ухода жены, Гарри отправляется домой к Филлис и их сыну Даниэлю. При встрече Филлис встречает его очень холодно и жёстко. Оказывается, мать Рикки рассказала ей о том, что Гарри видели в городе с другой женщиной. Отчитав Гарри за то, что он гуляет с какой-то «дешёвкой», Филлис выгоняет его из дома. Он идёт в парк, и пока он размышляет о том, что ему делать дальше, появляется Филлис. Гарри объясняет ей, что ещё до их брака был женат на другой женщине. Однако он по-прежнему любит Филлис и не отказывается от своих обязательств перед ней и ребёнком. Он просит дать ему развод, в свою очередь обещая, что будет помогать им материально и навещать сына. Сердце Филлис не выдерживает, она обнимает его, и они возвращаются домой вместе…
На этом рассказ Гарри заканчивается. Выслушав его историю, Джордан говорит: «Я как презираю, так и жалею Вас, я не могу пожать вам руку, и всё же я почти желаю Вам счастья». Он вызывает такси и уезжает. Возбуждённый этим разговором, Гарри пишет прощальное письмо Филлис. Затем он отправляется в Сан-Франциско, где прощается с Ив, после чего отдаёт себя в руки правосудия. Вскоре Ив звонит их адвокат и по просьбе Гарри рассказывает всю его историю.
Дело Гарри доходит до суда, где две женщины, наконец, впервые видят друг друга. Во время слушаний адвокат Гарри говорит, что его подзащитный, конечно, не образец для подражания, но и не чудовище, а скорее жертва роковой ошибки. Он заслуживает не только наказания, но и милосердия. Оценив порядочность намерений Гарри и преступность его действий, судья отмечает, после того, как Гарри отбудет своё наказание, он в любом случае будет обязан по закону содержать обеих женщин, а также включить в своё завещание сына. Что же касается личной жизни Гарри, то, по словам судьи, «вопрос заключается не в том, к какой женщине он вернётся, а какая из женщин согласиться его принять». После этого судья закрывает слушания и назначает заседание на следующую неделю, когда он вынесет приговор. С места обвиняемого Гарри видит, как из зала уходит Филлис, а Ив на некоторое время останавливается в дверях и смотрит на него.

## В ролях
- Эдмонд О'Брайен — Гарри Грэм
- Джоан Фонтейн — Ив Грэм
- Айда Лупино — Филлис Мартин
- Эдмунд Гвенн — мистер Джордан
- Кеннет Тоби — Том Морган
- Джейн Дарвелл — миссис Коннелли
- Пегги Мэйли — телефонный оператор
- Лиллиан Фонтейн — мисс Хиггинс

## Создатели фильма и исполнители главных ролей
Британская актриса Айда Лупино с 1935 года стала работать в Голливуде, сыграв, в частности, в детективной драме «Приключения Шерлока Холмса» (1939), а также фильмах нуар «Они ехали ночью» (1940), «Высокая Сьерра» (1941), «Придорожное заведение» (1948), «Женщина в бегах» (1950), «На опасной земле» (1951), «Большой нож» (1955) и «Пока город спит» (1956). C 1949 года Лупино стала работать как режиссёр, поставив шесть фильмов, среди них фильмы нуар «Гнев» (1950), «Попутчик» (1953, также с участием О’Брайена) и «Двоеженец» (1953).
Британско-американская актриса Джоан Фонтейн дважды номинировалась на Оскар за главные роли в фильмах «Ребекка» (1940) и «Постоянная нимфа» (1942) и была удостоена Оскара за главную роль в фильме Хичкока «Подозрение» (1941). К числу других значимых картин Фонтейн относятся мелодрамы «Джейн Эйр» (1943) по Шарлотте Бронте и «Письмо незнакомки» (1948) по Стефану Цвейгу, а также фильмы нуар «Айви» (1947), «Поцелуями сотри кровь с моих рук» (1948), «Рождённая быть плохой» (1950) и «За пределами разумного сомнения» (1956).
Эдмонд О’Брайен был удостоен «Оскара» за роль второго плана в фильме «Босоногая графиня» (1954) и номинации на Оскар за фильм «Семь дней в мае» (1964). Он также сыграл во многих фильмах нуар, наиболее значимые среди которых «Убийцы» (1946), «Двойная жизнь» (1947), «Паутина» (1947), «Акт убийства» (1948), «Белая горячка» (1949), «Мёртв по прибытии» (1950) и «Попутчик» (1953).

## Личные взаимоотношения создателей фильма
Как пишет кинокритик Деннис Шварц, «в 1950 году Айда Лупино и её второй муж, сценарист и продюсер Коллье Янг, основали собственную независимую продюсерскую компанию „Филмейкерс“, где Лупино выступила в качестве одной из немногих женщин-режиссёров в Голливуде. Предполагалось, что компания будет создавать острые фильмы на социальные темы, на которые решались не многие голливудские студии». Однако в октябре 1951 года Янг и Лупино развелись, и на следующий день Лупино вышла замуж за актёра Говарда Даффа, а Янг год спустя женился на Джоан Фонтейн.
Кинокритик Дэвид Калат отметил, что «пресса выжала максимум» из странного переплетения личных отношений создателей фильма и их участия в его создании. «Фильм показывает человека, который женат как на Джоан Фонтейн, так и на Айде Лупино — эта ситуация хорошо знакома сценаристу фильма Коллье Янгу, с которым в принципе случилось почти то же самое». После развода Янг и Лупино в профессиональном плане остались партнёрами, дружили семьями и общались между собой. «Мы хотим, чтобы всё было по-взрослому», — сказал Янг. «Айда и я — старые друзья, — добавила Фонтейн, — Я знала её ещё до Коллье».
Калат пишет, что, по словам Фонтейн, первоначально роль Ив должна была играть Джейн Грир, однако она отказалась, после чего «создание фильма столкнулось с организационными трудностями, нехваткой времени и средств. Посчитав это своим „долгом как жены“, Фонтейн согласилась сыграть эту роль и отсрочить получение гонорара, а Айда согласилась быть режиссёром — хотя Лупино однажды до того уже поклялась никогда больше не ставить фильмы».
Всё это по-своему отразилось в фильме. Калат отмечает, что «Фонтейн играет холодную рыбу, бесплодную во всех смыслах слова, в то время как персонаж Лупино более тяготеет к супружеской жизни, хотя и с некоторым уличным уклоном». Это отчасти совпадало с их ситуацией в реальной жизни. "Лупино нашла, по выражению её биографа Уильяма Донати, «всё, что хотела: славу, богатство, красоту и карьеру, Говарда Даффа и ребёнка». По контрасту в своей автобиографии Джоан Фонтейн с горечью пишет о том, что получила, то, что она называет «сухостью и бесплодностью домашнего быта и заботы о ребёнке», отметив, что в быту «паутина домашних дел затягивалась вокруг нас». По мнению Калата, такое различие нашло отражение и на экране. «Сцены с участием Фонтейн в каком-то смысле плоские, почти формальные, в то время, как сцены с Лупино полны нуаровой атмосферы и экспрессивных теней. Как вспоминает Фонтейн, „после съёмок всех моих сцен, Айда как режиссёр просмотрела все эпизоды, и ей не понравилась операторская работа. И прежде чем начать снимать собственные сцены, она поменяла оператора!“ Калат отмечает: „То, что Фонтейн принимает за вспышку женского тщеславия на самом деле могло быть чем-то большим — как режиссёр Лупино имела достаточно оснований отображать два дома в принципиально разном ключе“.

## Особенности создания фильма
Киновед Дэвид Калат отмечает, что фильм является необычным с точки зрения производства по многим причинам. Во-первых, во главе его стоит „актриса, ставшая режиссёром с собственной продюсерской компанией“. Во-вторых, ей удалось собрать „команду актёров-оскароносцев и убедить их поработать бесплатно за долю от прибыли“,… при том, что получение прибыли от фильма было весьма сомнительно, так компания решила сама заняться дистрибуцией». В-третьих, инвесторы собрали весьма скромные средства и «отвергли все предложенные режиссёром идеи» для съёмок этого «безбюджетного чуда, кроме истории о мужчине с двумя жёнами». И, наконец, режиссёр «снимает саму себя в роли одной из этих жён», а её соперницу играет актриса, которая вышла замуж за её бывшего мужа, что нашло широкое освещение в средствах массовой информации. Эти элементы складываются в «добротную мыльную оперу, настолько увлекательную, что ей гарантировано общественное внимание, независимо от того — как хорошо или как плохо — она сделана». Все эти необычные особенности создания фильма связаны с именем «Айды Лупино — актрисы, сценариста, режиссёра, продюсера, и всё это в нежном 33-летнем возрасте. Никакая другая женщина в Голливуде даже не приблизилась к такому достижению, тем более на заре 1950-х годов».
Как актриса «Лупино могла сыграть стальную твёрдость лучше чем кто-либо другой, и могла показать чувства, свойственные для крутых фильмов», с успехом поработав в жанре нуар. В 1950 году она вместе со своим тогдашним мужем, продюсером Коллье Янгом основала собственную независимую продюсерскую компанию «Филмейкерс», на которой поставила серию фильмов на социальную тематику: о танцовщице, которая заболевает полиомиелитом, он напряжённых отношениях матери и дочери, об изнасиловании". Эти фильмы были сделаны как будто специально «для кабельного телеканала Lifetime, только на два поколения раньше». А её «триллер „Попутчик“ (1953) был крайне напряжённым саспенс-фильмом об убийце, который… сегодня считается одним из самых напряжённых триллеров нуаровой эпохи. Он стал её самым крупным коммерческим успехом». Однако пока она «наслаждалась похвалой критики, большая часть денег утекла в закрома дистрибутора фильма — РКО». Тогда «Янг предложил Лупино отказаться от услуг РКО и самостоятельно заниматься дистрибуцией собственных фильмов. Это было очень рискованно, но существенно повышало шансы получить значительно более крупное вознаграждение. По плану они были должны производить несколько фильмов за 125 тысяч долларов, но в конце концов инвесторы профинансировали только один — „Двоеженец“ (1953)».
Работа над фильмом шла в июне-июле 1953 года в арендованных павильонах киностудии «Рипаблик». Лупино не нашла общего языка с монтажёром, и, уволив его, «продолжила работу со Станфордом Тишлером, добившись с ним нужной ей композиции: фильм начинается с расследования в нуаровом стиле, затем следует флэшбек, погружающий героев в их драму, и всё завершается мелодраматической сценой в суде».
Калат отмечает, что «фильм вышел на экраны в Рождество 1953 года при позитивных критических отзывах, но плохо прошёл в коммерческом плане, положив конец компании „Филмейкерс“». По словам Шварца, «фильм получил заслуженное признание со стороны критики, но провалился в прокате (возможно, плохая реклама с повторными браками его создателей только ухудшила ситуацию с тем, что публика не хотела идти на проблемную историю)». В итоге «Лупино больше не ставила фильмы в течение последующих двенадцати лет, пока в 1966 году не поставила свою последнюю картину — комедию „Неприятности с ангелами“».

## Оценка фильма критикой

### Общая оценка фильма
После выхода на экраны картина удостоилась благожелательной оценки критики. В частности, газета «Нью-Йорк таймс» написала, что «независимая компания „Филмейкерс“ во главе с Лупино и Янгом уже продемонстрировала тягу к таким мрачным, нетрадиционным темам, как незаконнорождённость, изнасилование, материнская безжалостность и патологическое бродяжничество, каждый раз нанося удар ожидаемой силы. Фильм „Двоеженец“, который исследовал, возможно, наиболее деликатный вопрос, стал самым сильным произведением „Филмейкерс“ на сегодняшний день». По мнению газеты, «картина значима по двум причинам. Во-первых, своим уникальным осмыслением темы и умелой компактностью, начиная от сценария мистера Янга вплоть до игры последнего актёра. Он также доказывает, что малый бюджет в умелых руках может опередить самых эффектных коммерческих тяжеловесов». «Нью-Йорк таймс» отмечает, что фильм сделан в «идеальном для мыльной оперы формате», который под эгидой «Филмейкерс» переживает «небольшое чудо трансформации», где «главные герои образуют самое убедительное трио жертв брачных отношений за долгое, долгое время».
Кинокритик Эндрю Дикос оценил фильм как «квази-нуар, в котором много путешествующий бизнесмен уничтожает обе свои семьи, когда одна из них узнаёт о другой». Крис Фудживара назвал картину «завораживающим фильмом» и «одним из нескольких взявшихся ниоткуда шедевров», которые поставила Лупино. Критика особенно восхитила финальная сцена в суде, которую он назвал «душераздирающей», поскольку она сочетает «неоднозначность и энергию, напоминая как о Карле Дрейере, так и о Николасе Рэе». Уилер Уинстон Диксон, назвав фильм «нуаровой версией семейной жизни», отметил, что режиссёр «с поразительной симпатией относится к своему главному герою/злодею». Он далее отмечает, что «фильмы Лупино в значительной степени являются результатом её индивидуального видения, и остаются столь же пронзительными сегодня, как и в то время, когда они были созданы». Они были, пожалуй, «единственным голосом феминистского сознания в Голливуде 1950-х годов, что говорит нам многое о предрассудках и нравах той репрессивной эпохи в американской истории».
Журнал «TimeOut» назвал фильм «одной из симпатичных проблемных картин Лупино», далее отметив, что «её слабость, наверное, заключается в том, что в попытке избежать представления мужа-двоеженца как мальчика для битья, фильм создаёт персонажи, которые немного слишком хороши, чтобы они выглядели правдивыми». Вместе с тем журнал отмечает, что «исполнители трёх главных ролей потрясающи, волнующе показывая тупик, в котором оказался странствующий торговец О’Брайена, влюблённый в двух женщин — Фонтейн, которая играет недомашнюю карьерную женщину, у которой не может быть детей, и Лупино в роли любительницы тихой домашней жизни, которая родила ему ребёнка — каждая из них привносит что-то, что не может другая. Сложные вопросы обрисованы с тактом и сочувствием».
Дэвид Калат обращает внимание на то, что «несмотря на своё провокационное название (на самом деле, он еле-еле прошёл согласование у цензоров Производственного кодекса), фильм представляет собой крепкую, но совершенно не сексуальную мелодраму». Это скорее «мрачное рассмотрение тех решений, которые изменяют жизнь, которое заставляет смотреть на брак скорее как на проклятие, чем как на благословение». Критик полагает, что этот фильм «и сегодня доставляет редкое удовольствие: эта „женская картина“, поставленная женщиной, и тем не менее, она уходит от сентиментальности и напрашивающейся чувственности», а скорее говорит со зрителем «с тихой тоской и той суровой жизненностью, которую не часто встретишь за рамками мира фильма нуар». Он пишет, что «фильм избегает жанровых ограничений и наслаждается актёрскими талантами высшего уровня». Однако, подводит итог Калат, «поскольку это низкобюджетный арт-фильм, а не шаблонный продукт большой студии, не стоит ожидать от него прилизанного финала или комфортной коды».
Крейг Батлер пишет: «Затрагивая тематику, необычную для фильмов 1950-х годов, „Двоеженец“ мог бы легко превратиться как в халтурный эксплуатационный фильм, так и в тяжеловесную морализаторскую проповедь о святости брака. Однако благодаря деликатной и чуткой постановке Лупино, фильму удаётся осуществить сложный трюк и сохранить симпатию к заглавному герою, одновременно осудив его действия». Батлер резюмирует своё мнение словами: «Хотя фильм нельзя отнести к классике — он немного схематичен и чересчур часто использует клишированные сюжетные ходы — он заслуживает внимания своим исследованием социально табуированной темы и за честность, с которой он рассматривает персонажей и их обстановку». Деннис Шварц достаточно негативно воспринял эту «женскую картину», назвав её «надрывной мелодрамой, которая так и не переходит в хорошую драму». По мнению критика, фильм поставил своей главной задачей «дать всем знать, что двоежёнство существует, успокоив нас, что это факт жизни». Далее он пишет, что «картина скучно блуждает без особой цели, и разве что тщетно пытается очеловечить двоеженца, рассказывая историю с его точки зрения».

### Оценка работы режиссёра и творческой группы
Как отмечает Калат, «мейнстримовские фильмы 1950-х годов были двух видов. Это либо ориентированные на подростков эксплуатационные картины, которые упрощали форму ради прибыли, либо импортные фильмы, которые тяготели к удовлетворению более утончённых вкусов». По мнению критика, «Лупино здраво сориентировала свой фильм на вторую часть аудитории, прямо предложив взрослую по тематике драму, которую в ту пору невозможно было увидеть на телевидении или где-либо ещё».
Батлер полагает, что «в качестве режиссёра Лупино проявила внимание к говорящим деталями, в частности, то, как показан китайский ресторан, в котором работает Филлис Мартин (Лупино), говорит очень много о персонаже и её мире». Калат добавляет, что «наряду с серьёзной разработкой спорной темы, Лупино головокружительно вбросила фильм несколько внутренних шуток, в частности, во время „звёздной экскурсии“ по Голливуду Гарри видит дворец актёра Эдмунда Гвенна, который играет в этом фильме» (роль инспектора).

### Оценка актёрской игры
Работа всех основных актёров получила высокую оценку. Как указывает «Нью-Йорк таймс», «О’Брайен, который находится в центре внимания, вновь показывает себя как один из самых естественных и при этом неприметных актёрских талантов в Голливуде. В качестве его зацикленной на бизнесе жены мисс Фонтейн доносит добрую, холёную чувственность. Все остальные актёры также убедительны». Однако, по мнению газеты, «фильм принадлежит Лупино, и более чем по одной причине. Эта хрупкая женщина в качестве режиссёра управляет происходящим с таким нарастающим напряжением, приглушённым состраданием и акульей хваткой к деталям человеческого поведения, что среднему зрителю может показаться, что он подслушивает чей-то превосходный разговор». Более того, «в роли порядочной, сдержанной официантки, другой жены Эдмонда, она блестяще подчёркивает истинную тему фильма, а именно, коварную точку невозврата для тех, кто одинок».
Батлер считает, что «Лупино как режиссёр получает отличную игру от Лупино как актрисы и ещё более впечатляющую — от Эдмонда О’Брайена, который справляется со сложной ролью с видимой лёгкостью. Джоан Фонтейн отлична в качестве первой жены, а её хорошо знакомая манера игры прекрасно подходит для этой роли. Сдержанная операторская работа Джорджа Дисканта также вносит свой вклад в атмосферу происходящего». Даже негативно оценивший картину Шварц отмечает, что её выручает то, «что все четверо главных актёров великолепны — каждый даёт трогательную и умную игру. Они не могут сделать драму захватывающей, но, по крайней мере, спасают её от смерти».